# Montlleó
Montlleó es una localidad española del municipio de Ribera d'Ondara, perteneciente a la provincia de Lérida, en la comunidad autónoma de Cataluña.

## Historia
Hacia mediados del siglo XIX, el lugar tenía contabilizada una población, sumando también la de Briançó, de 67 habitantes. La localidad aparece descrita en el decimoprimer volumen del Diccionario geográfico-estadístico-histórico de España y sus posesiones de Ultramar de Pascual Madoz de la siguiente manera:

MONLLEO: l. del distr. municipal de San Antolí (2/3 leg.), en la prov. de Lérida (9), part. jud. de Cervera (2), aud. terr. y c. g. de Cataluña (Barcelona 14 1/2), dióc. de Vich (15): está sit. en una altura dominada de los vientos E. y N., disfrutando de clima sano, y templado en verano pero frio en invierno. Lo forman 9 casas y una igl. parr. (la Asuncion de Ntra. Sra.), que comprende los anejos de los pueblos de Ostalets, Pomá y Briansó: el curato es de entrada y la sirve un cura párroco, hay cementerio á pocos pasos del pueblo. Confina el term. por el N. con Ostalets; E. Rabasa, S. Briansó, y O. entre Pomá y el mismo Briansó, dentro de él y á 50 pasos del pueblo existe una fuente de agua potable muy abundante, de cuyo sobrante se forma un arroyo que sirve de riego de una pequeña parte del terreno, la cual es de mediana calidad y lo restante de inferior; en el monte hay algunos pinos y robles y mucho arbusto y maleza para combustible: los caminos de herradura y muy pedregosos dirigen á los pueblos circunvecinos. La correspondencia se recibe de la adm. de Cervera los dias de mercado, por encargado que la recoge. prod.: trigo, cebada, centeno, vino, patatas, y pocas verduras; cria ganado vacuno para la labranza, y caza abundante de conejos y perdices y algunas liebres. pobl. con Briansó: 11 vec., 67 alm. riqueza imp.: 22,336 rs. contr.: el 14'48 por 100 de esta riqueza.
(Madoz, 1848, pp. 505-506)

En la actualidad pertenece al municipio de Ribera d'Ondara. En 2022 tenía empadronado 1 habitante.